# 5081 Sanguin
Az 5081 Sanguin (ideiglenes jelöléssel 1976 WC1) a Naprendszer kisbolygóövében található aszteroida. Felix Aguilar Observatory fedezte fel 1976. november 18-án.